# Nový Ples
Nový Ples település Csehországban, Náchodi járásban. Nový Ples Smržov, Lejšovka, Jaroměř, Jasenná és Rasošky településekkel határos. Lakosainak száma 362 fő (2024. január 1.).

## Népesség
A település lakosságának változását az alábbi diagram mutatja:
| Lakosok száma | 457  | 488  | 450  | 350  | 320  | 342  | 344  | 346  | 337  | 362  |
|               | 1869 | 1900 | 1921 | 1961 | 1980 | 2011 | 2016 | 2019 | 2021 | 2024 |